# Driekleurige kustmot
De driekleurige kustmot (Caryocolum tricolorella) is een vlinder uit de familie tastermotten (Gelechiidae). De wetenschappelijke naam is voor het eerst geldig gepubliceerd in 1812 door Haworth.
De soort komt voor in Europa.